# Powiat Kita (Kagawa)
Powiat Kita (jap. 木田郡 Kita-gun) – powiat w Japonii, w prefekturze Kagawa. W 2024 roku liczył 26 291 mieszkańców.

## Miejscowości
- Miki